# Anaea fumata
Anaea fumata is een vlinder uit de familie van de Nymphalidae. De wetenschappelijke naam van de soort is voor het eerst geldig gepubliceerd in 1935 door Hall.